# ライムンド・ノナット・ダ・シウバ
ノナット (Nonato) こと、ライムンド・ノナット・ダ・シウバ（Raimundo Nonato da Silva, 1967年2月23日 - ）は、ブラジル・モソロー出身の元サッカー選手で指導者。ポジションは主に左サイドバックであったが、右サイドバックとしてプレーすることもあった。1993年にブラジル代表として3試合の出場経験がある。

## 経歴
1988年にバラウナスでキャリアをスタートさせた。1990年から1997年にかけてクルゼイロECに在籍、キャプテンを務め、通算394試合に出場、PKの名手であり、22得点を挙げた。1997年のリベルタドーレスカップや2度のコパ・ド・ブラジルなど、クルゼイロでの7年間で通算14個のタイトルを獲得、クルゼイロの1990年代を代表するプレーヤーである。

## タイトル
- クルゼイロ
  - リベルタドーレスカップ : 1997
  - スーペルコパ・スダメリカーナ 1991, 1992
  - カンピオナート・ミネイロ : 1992, 1994, 1996, 1997
  - コパ・ド・ブラジル : 1993, 1996
  - コパ・オーロ : 1995
  - コパ・マステル・デ・スーペルコパ : 1995